# Tramatza
Tramatza är en ort och kommun i provinsen Oristano i regionen Sardinien i Italien. Kommunen hade 961 invånare (2017).